# Burgdamm
Burgdamm ist ein Ortsteil des Stadtteils Burglesum innerhalb des Stadtbezirkes Nord von Bremen. Burgdamm ist 4,3 km² groß und hat 10.659 Einwohner.

## Geografie und Gliederung
Burgdamm bildet den östlichen Bereich von Burglesum. Südlich grenzt es an den Fluss Lesum, östlich und nördlich an das niedersächsische Ritterhude. Westlich von Burgdamm liegt der Burglesumer Ortsteil Lesum, südlich, auf der anderen Seite der Lesum, Burg-Grambke und der selbständige Ortsteil Blockland. Burgdamm ist geprägt durch den strukturreichen Übergang von der Geest zur Marsch mit im Flachland selten vorkommenden Hangneigungen.
Ortsteile bilden die unterste gesetzliche Gliederungsebene in Bremen. Lediglich für statistische Zwecke wurden Quartiere und Baublöcke als feinere Gliederung definiert. Burgdamm besteht aus den Quartieren Stockholmer Straße, Helsinkistraße, Bremerhavener Heerstraße und Steindamm.

### QuartiereBremerhavener HeerstraßeundSteindamm

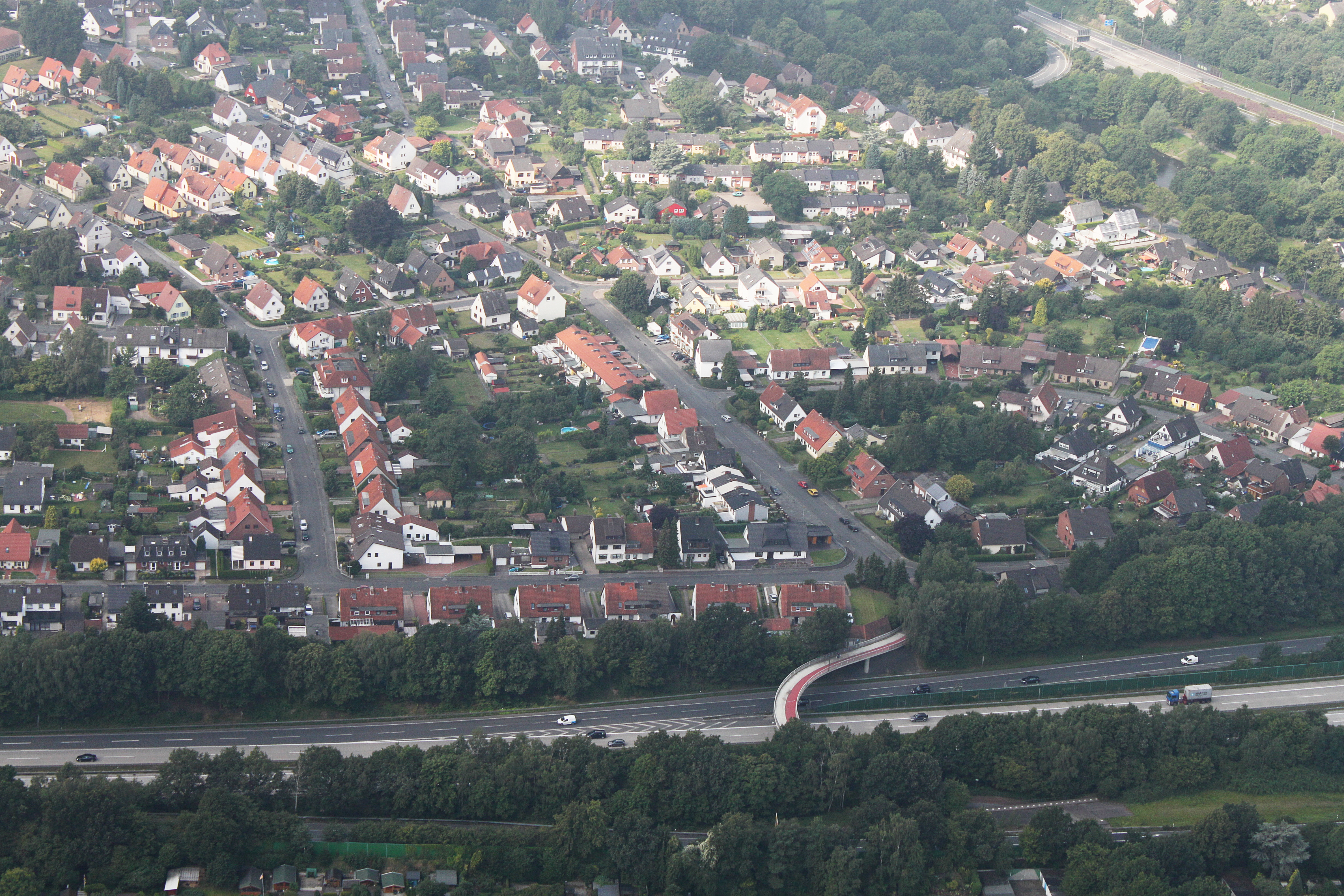
Luftbild, Blickrichtung West: Wohngebiet zwischen Autobahn und Bremerhavener Heerstraße

Die Quartiere liegen zwischen der Landesgrenze im Norden und der Lesum im Süden sowie der Ortsteilgrenze zu Lesum und der Autobahn 27. Sie werden durch die Bahnlinien nach Vegesack und Bremerhaven getrennt.
Das Quartier Bremerhavener Heerstraße liegt nördlich der Bahnlinien. Es umfasst im Westen weite Teile vom Ihletal. Der Geestrücken östlich der Bremerhavener Heerstraße und nördlich der Stader Landstraße war von den Marßeler Bauern bewirtschaftetes Ackerland. Die Besiedlung begann früh entlang der Verkehrswege und erfolgte entsprechend dem Bedarf. Aufgrund dieser gewachsenen Struktur gibt es hier nur wenig Geschosswohnungsbau.
Das Quartier Steindamm ist geprägt durch Gewerbe und den stark frequentierten Verkehrseinrichtungen: Bahnhof Bremen-Burg mit Gleisanlagen und Bremer Heerstraße.

### QuartiereStockholmer StraßeundHelsinkistraße
Die Quartiere liegen östlich der Autobahn, Stockholmer Straße nördlich und Helsinkistraße südlich der Stader Landstraße. Das Wohnviertel entstand erst in den 1960er Jahren im Rahmen des sozialen Wohnungsbaus überwiegend mit großteiligem Geschosswohnungsbau; in Randlagen entstanden Reihenhäuser. Das Gebiet wird alltagssprachlich Marßel, Neu Marßel und Marßeler Feld genannt. Eindeutig und historisch zutreffend für das Gebiet ist Marßeler Feld; die so im Kataster bezeichnete, zu Marßel gehörende Ackerfläche bestand noch in den 1950er Jahren. Im südlichen Teil des Marßeler Felds befindet sich der Pellens Park, der aufgrund einer Schenkung von Johannes Pellens entstand. Der Schenkungsvertrag umfasst hauptsächlich Parzellen auf dem Marßeler Feld, die mit Acker bzw. Holzung bezeichnet sind, und verpflichtet die Gemeinde „zur Schaffung eines öffentlichen Parks und einer Erholungsstätte für die Bevölkerung der Gemeinde Burgdamm“. Das Bauerndorf Marßel sowie Gutshöfe lagen unterhalb der Geestkante entlang der heutigen Straße Marßel (beiderseits der Autobahn) und Stader Landstraße, also nur teilweise im Quartier Helsinkistraße, das auch die Lesumwiesen östlich der Autobahn umfasst. Der Bereich der Straße Marßel wird alltagssprachlich auch Alt Marßel genannt, obwohl die alte Bauerschaft Marßel weiter nach Westen reichte.

## Geschichte

### Marßel
Der Name Marßel mit im Zeitverlauf wechselnden Schreibweisen – wie z. B. Mertzel oder Mercele – steht für
- ein Rittergeschlecht, das ab 1185 dokumentiert ist, im Dienste des Erzbistums Bremen stand und wohl um 1460 ausstarb;[9][10]
- das zugehörige Gut, das im Westen an die Börde Lesum und im Norden und Osten an das Gut der Ritter von Hude (Ritterhude) grenzte; das Gebiet umfasst den heutigen Ortsteil Burgdamm vollständig;[10]
- die Dorfschaft entlang der heutigen Straßen Marßel und Stader Landstraße Richtung Westen.[11]

1812 hatte Marßel 122 Einwohner.

### Burgdamm
Der Rat der Stadt Bremen ließ zusammen mit dem Erzbischof 1387/88 bei der Burg eine Brücke über die Lesum bauen. Um einen hochwassersicheren Weg durch die Marßeler Wiesen auf die Geest und den dortigen Straßen nach Bremervörde und Hagen zu schaffen, kaufte Bremen von den Rittern zu Marßel einen 90 Fuß breiten Streifen Land, auf dem ein Damm errichtet wurde. Später wurde der Damm mit Steinen befestigt. Die heutige Straße Steindamm markiert diesen Weg.
An dem neuen Verkehrsweg entstand eine kleine Siedlung, die Burgdamm genannt wurde. 1812 hatte Burgdamm 42 Einwohner.

### Vorburgdamm
Der heutige Burgdammer Postweg führt den Burgdamm nördlich fort. Auch hier löste der Reiseverkehr Besiedlung aus. Die Ortschaft Vorburgdamm umfasste die Grundstücke beiderseits des Postwegs und das Gebiet westlich davon einschließlich des entsprechenden Bereichs der Stader Landstraße.
1812 hatte Vorburgdamm 122 Einwohner.

### Gemeinsame Entwicklung
1860 wurden Burgdamm, Marßel und Vorburgdamm zur Gemeinde Burgdamm vereinigt. 1936 ging Burgdamm in der Großgemeinde Lesum auf, die 1939 in die Stadt Bremen eingemeindet wurde.
1854 trat das Königreich Hannover dem Deutschen Zollverein bei, Bremen jedoch erst 1888. In dieser Zeit hatten Produzenten außerhalb Bremens den Vorteil, ihre Waren zollfrei in 18 deutsche Staaten mit 23 Millionen Einwohnern zu liefern. Die Industrialisierung im heutigen Burgdamm nahm daraufhin stark zu. Unter anderem Tabakfabriken sowie eine Wollwäscherei siedelten sich im Raum Burgdamm an. Auch das heimische Gewerbe wurde gestärkt. Nach 1888 brach diese Entwicklung jedoch ein.
Die Bevölkerung wuchs. Im Gebiet des heutigen Ortsteils gab es 1812 (Summe, vor der Gemeindefusion) 293 Einwohner, 1871 (nach der Gemeindefusion) 903 Einwohner und 1910 bereits 1592 Einwohner.
Aufgrund starker Zuwanderung wurde auch gesteuert Wohnungsbau betrieben – seit den 1930er-Jahren auf den verbliebenen Freiflächen im heutigen Quartier Bremerhavener Heerstraße als Kleinsiedlungsbau, in den 1960er-Jahren in den Quartieren Stockholmer Straße und Helsinkistraße die Groß-Wohnanlage Marßeler Feld. Bis Ende 1970 stieg die Einwohnerzahl in Burdamm auf 13.392.

## Kultur und Sehenswürdigkeiten

### Bauwerke

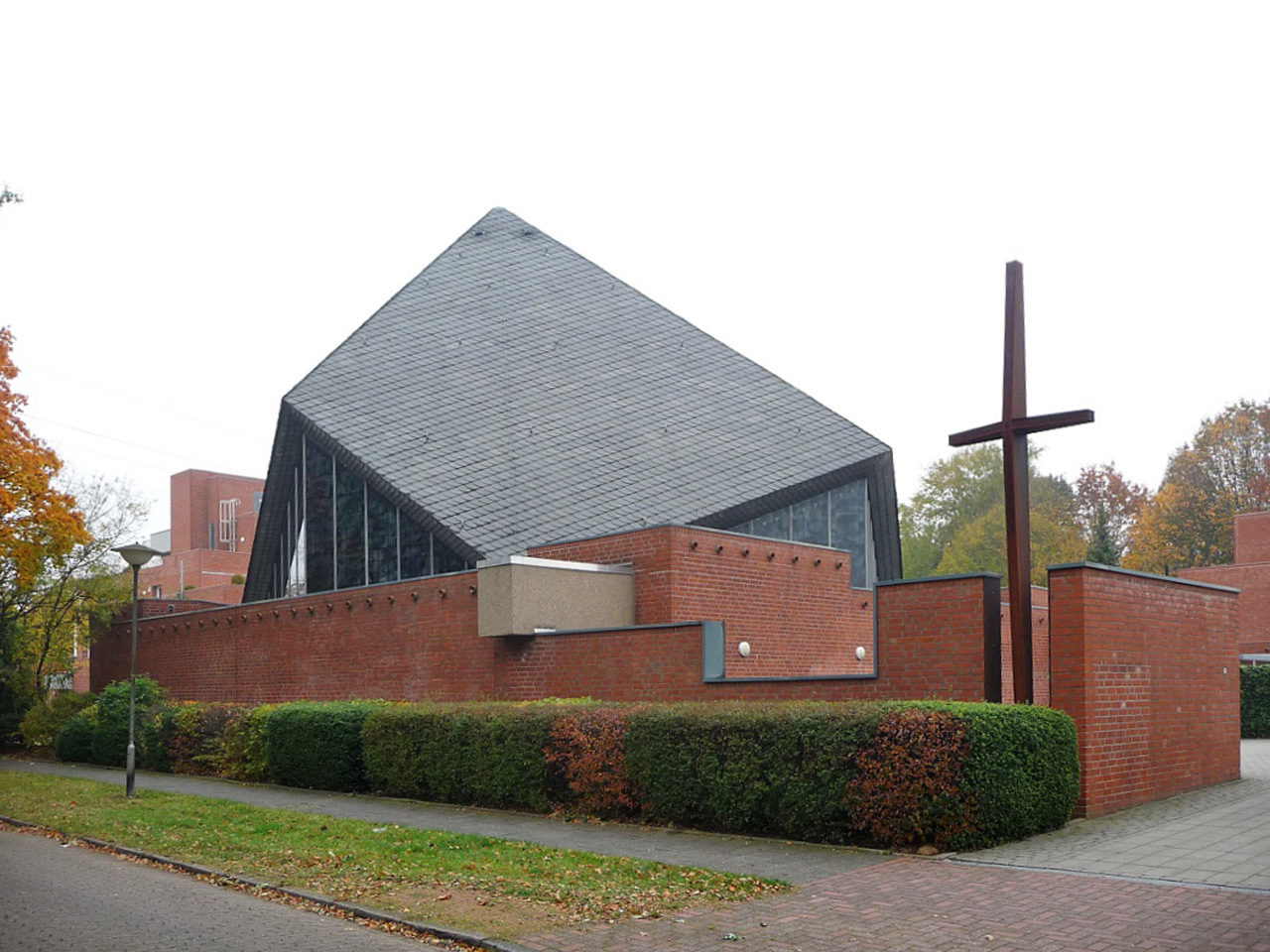
St.-Birgitta-Kirche

- Evangelisch-lutherische Söderblomkirche an der Stockholmer Straße, erbaut Ende der 1960er Jahre[16]
- Katholische St.-Birgitta-Kirche in Marßel, erbaut 1972 nach Plänen von Veit Heckrott

### Parks und Grünanlagen
- Pellens Park im Quartier Helsinkistraße
- Ihletal, Grünanlage zwischen nördlicher Stadtgrenze und – unterbrochen – Bahnlinie nach Vegesack

### Kunst und Kultur
Bis Anfang 2024 gab es an der Stader Landstraße das Hauswirtschaftsmuseum Köksch un Qualm.

#### Denkmalschutz

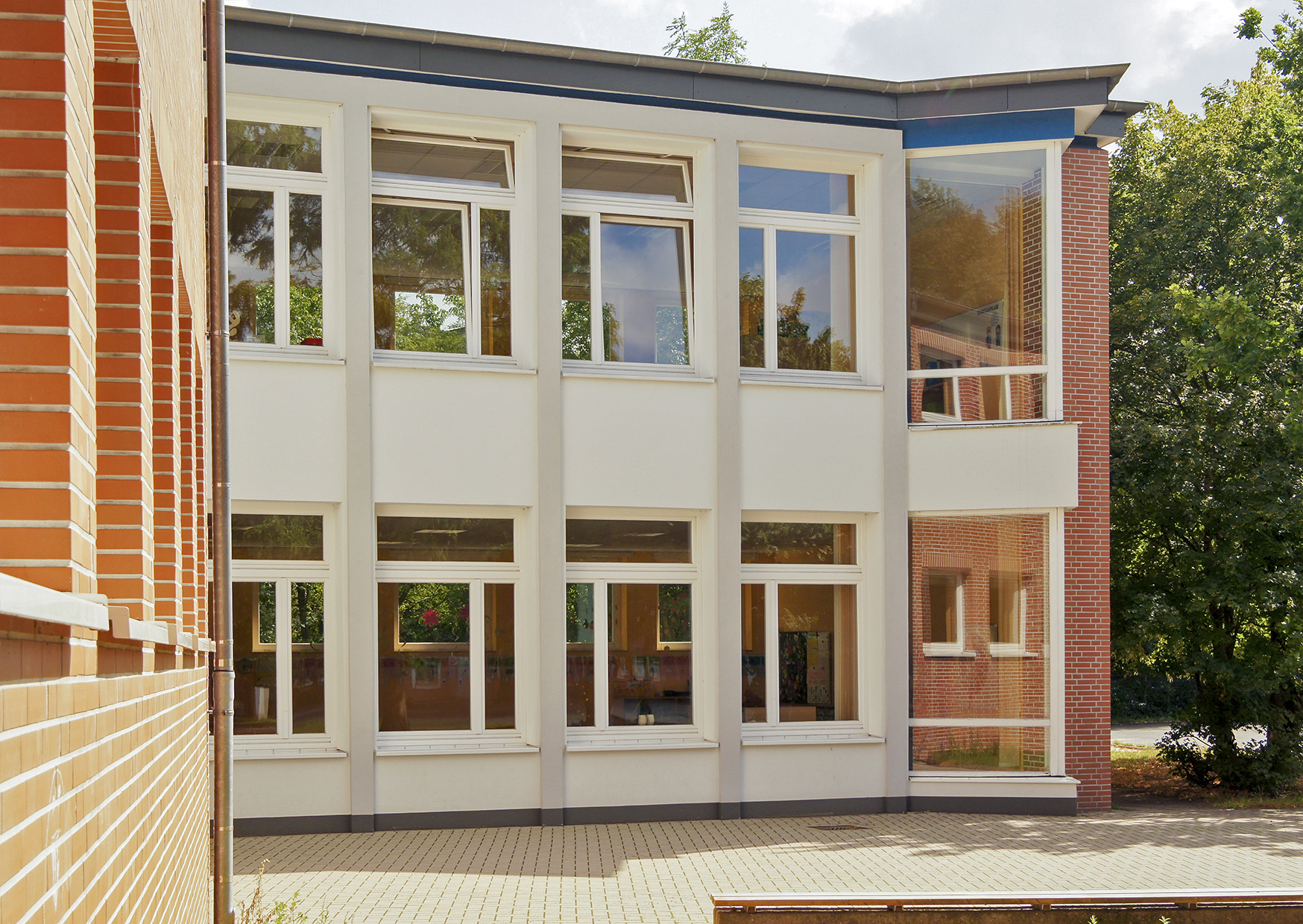
Schule an der Landskronastraße, Klassenpavillon

In Burgdamm stehen unter Denkmalschutz:
- Schule an der Landskronastraße[17]
- Landhaus Klusmann / Haus Meineck, Marßel 36[18]

#### Kunst im öffentlichen Raum
Beim Programm k: kunst im öffentlichen raum bremen beim Senator für Kultur sind für Burgdamm folgende Objekte gelistet:
- Knabe mit Taube, Steinplastik auf dem Pausenhof der Schule Burgdamm[19]
- Mutter und Kind, Bronzeplastik auf dem Pausenhof der Schule an der Landskronastraße[20]
- Wegwarte, Skulpturenensemble Hindenburgstraße / Bremer Heerstraße[21]
- Ballspiel, Wandbild[22]
- Pinsel und Farbe für das Marßeler Feld, Wandbild[23]
- Großes Walbild, Wandgestaltung, Unterführung Upsalastraße[24]
- o. T., Wandbild im Jugendfreizeitheim Bremer Heerstraße 30[25]

## Öffentliche Einrichtungen

### Allgemein
- Freiwillige Feuerwehr Burgdamm, Burgdammer Ring 68

### Schulen
- Grundschule Burgdamm, Stargarder Straße 11
- Schule an der Landskronastraße|Grundschule an der Landskronastraße (Marßel), Landskronastraße 46
- Oberschule Helsinkistraße, Helsinkistraße 10–12

### Soziales
- Kinder- und Familienzentrum Heinrich-Seekamp-Straße
- Kinder- und Familienzentrum  Burgdammer Straße
- Kita Beckersweide
- Kinder- und Familienzentrum Landskronastraße
- Kinder- und Familienzentrum Helsinkstraße
- Kita Upsalastraße
- Jugendzentrum Burglesum, Bremer Heerstraße 30
- Stadtteilhaus Cigarettenmanufactur, Stader Landstraße
- Stadtteilhaus Marßel, Helsingborger Platz
- Gemeindezentrum Söderblomgemeinde
- Gemeindezentrum St. Birgitta

### Sport

#### Sportanlagen
- Bezirkssportanlage am Pellens Park
- Sportplatz Ihletal

#### Sportvereine
- Sportgemeinschaft Marßel von 1965
- TSV Lesum-Burgdamm von 1876 e.V.

## Wirtschaft und Verkehr

### Wirtschaft
Burgdamm hat (Stand 2021) 286 Gewerbebetriebe mit 1771 abhängig Beschäftigen. Neben dem großen Gewerbegebiet Steindamm bestehen Gewerbegebiete östlich der Bremer Heerstraße und im Quartier Helsinkistraße beiderseits der Olof-Palme-Straße. Weitere Gewerbebetriebe sind entlang der Stader Landstraße und der Bremerhavener Heerstraße sowie westlich der Bremer Heerstraße in den dort ausgewiesenen Mischgebieten angesiedelt.
Das Einkaufszentrum Marßel an der Stockholmer Straße bietet verschiedene Ladengeschäfte und Dienstleister sowie ein Ärztehaus und freitags einen Wochenmarkt. Es ist – wie der südliche Bereich der Bremerhavener Heerstraße – als zentraler Versorgungsbereich ausgewiesen.

### Verkehr

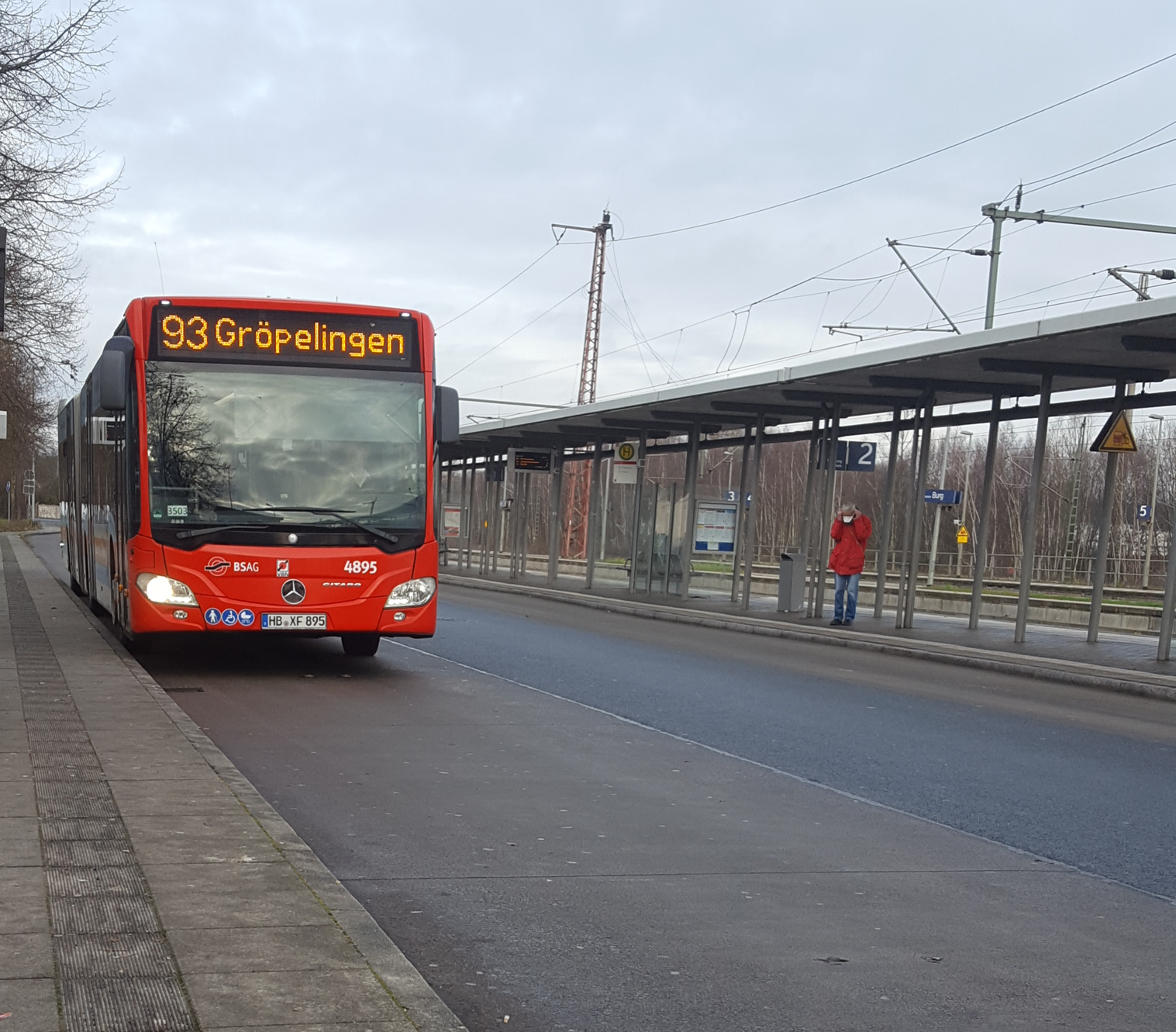
Bus der Linie 93 am Bahnhof Bremen-Burg

#### Straßen
Die wichtigste Straße des Stadtteils ist die A27; die Anschlussstelle Bremen-Nord liegt jedoch in Ritterhude.  Weitere bedeutende Straßen sind:
- Stader Landstraße, Ost-West-Achse, ehem. B74
- Bremerhavener Heerstraße, zusammen  mit ...
- Bremer Heerstraße, Nord-Süd-Achse im westlichen Burgdamm, ehem. B6
- Stockholmer Straße, Nord-Süd-Achse östlich der Autobahn
- Steindamm, erste befestigte Straße Burgdamms,  Siedlungskern und Namensgeber des Ortes Burgdamm

#### ÖPNV

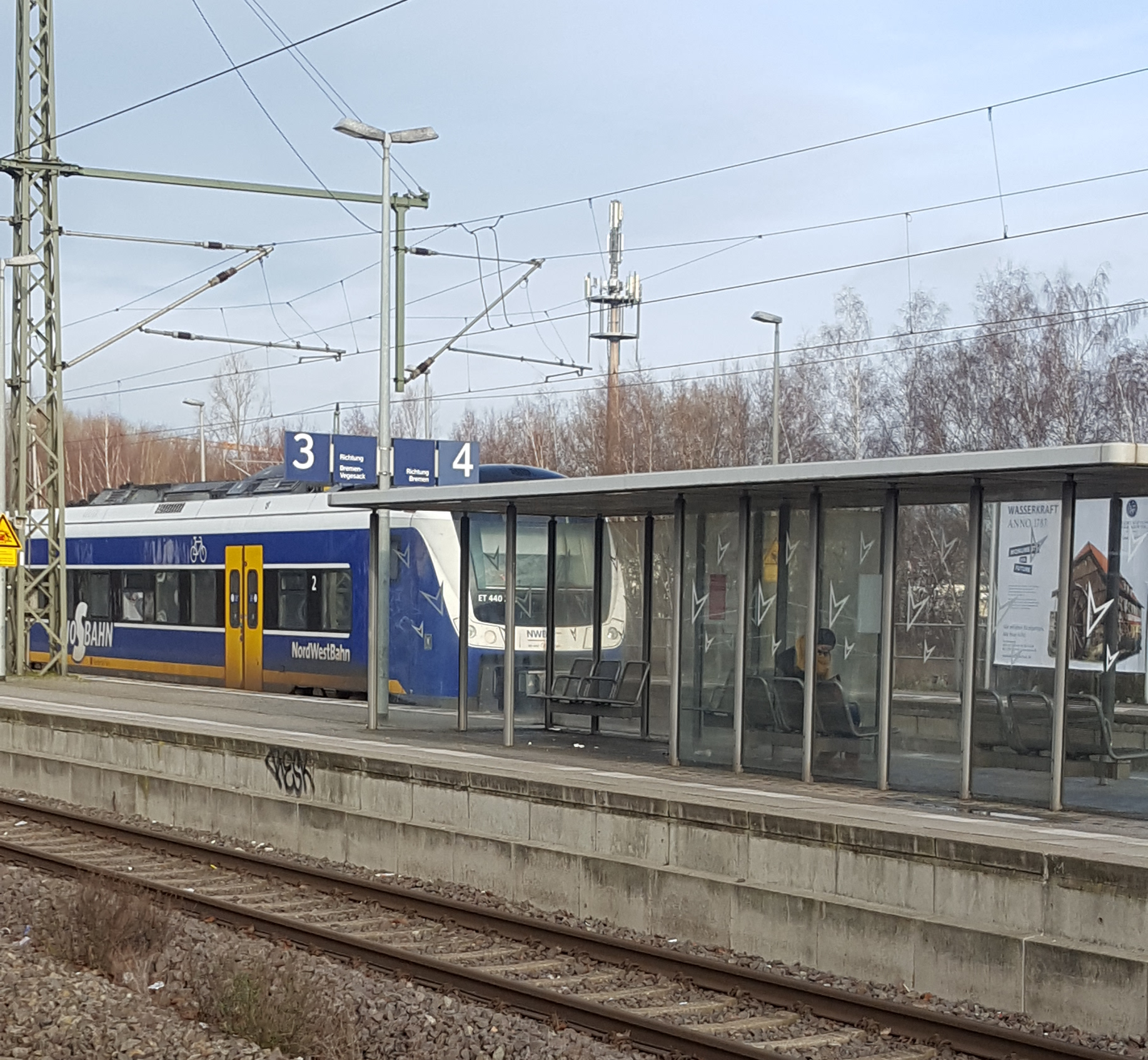
Einfahrende RS2 in Bremen-Burg auf Gleis 4

Der Trennungsbahnhof Bremen-Burg ist ein wichtiger ÖPNV-Knotenpunkt. Dort zweigt die Bahnstrecke Bremen-Burg–Bremen-Vegesack von der Bahnstrecke Bremen–Bremerhaven ab. Letztere führt über knapp 3 Kilometer durch Burgdamm, besitzt allerdings keinen weiteren Halt. Am Bahnhof Burg halten folgende Linien der Regio-S-Bahn Bremen/Niedersachsen:
- RS1: Bremen-Farge – Bremen-Vegesack – Bremen Hbf – Verden (Aller)
- RS2: Bremerhaven-Lehe – Bremen Hbf – Twistringen

Darüber hinaus halten die Buslinien 90, 91, 92, 93, 94, 95, N7 und mehrere Regionalbuslinien in Burgdamm.
Zwischen 1949 und 1961 fuhren Oberleitungsbusse zwischen Gröpelingen und dem Gummibahnhof (heute Goldbergplatz) in Burgdamm. Hier bestand Verbindung zur Buslinie in die nordbremer Stadtteile.
Überlegungen für einen zusätzlichen Haltepunkt der RS2 nahe der Straße Marßel sind in einem frühen Stadium; die Realisierung ist unsicher.

#### Rad- und Wanderwege
Die Nordroute des Wümme-Radwegs von Vegesack nach Wilstedt verläuft in Burgdamm entlang der Lesum.